# Myrmecoptinus tamdaoensis
Myrmecoptinus tamdaoensis là một loài bọ cánh cứng trong họ Ptinidae. Loài này được Borowski & Wegrzynowicz miêu tả khoa học năm 1999.